# Xã Millington, Michigan
Xã Millington (tiếng Anh: Millington Township) là một xã thuộc quận Tuscola, tiểu bang Michigan, Hoa Kỳ. Năm 2010, dân số của xã này là 4.354 người.